# Nataša Ljepojaová
Nataša Ljepojaová (* 28. ledna 1996) je slovinská házenkářka, která hrála za RK Krim a slovinský národní tým. Dříve hrála za klub RK Zagorje.
Slovinsko reprezentovala na mistrovství světa v házené žen v roce 2019.